# Moacir Santos
Moacir Santos  (8 avril 1924 - 6 août 2006) est un musicien et compositeur brésilien. Il a notamment été le maître de Baden Powell et Wilson das Neves et a composé pour des artistes réputés comme Nara Leão, Roberto Menescal, Sérgio Mendes, Lynda Laurence.

## Discographie
- 1965 :	Coisas (Universal Distribution)
- 1968 : Opus 3, No. 1
- 1972 :	Maestro (Blue Note Records)
- 1974 :	Saudade (Toshiba EMI)
- 1975 :  Carnival of the Spirits (Blue Note)
- 2004 :	Ouro Negro (Adventure Music)
- 2005 :	Choros & Alegria (Biscoito Fino)